# 蘇聯高麗人集體流配
高麗人集體流配（俄语：Депортация корейцев；：／），最初在1926年設想，最後在1937年9月實施。幾乎整個蘇聯朝鮮族人口（171,781人）在1937年10月被強行從俄羅斯遠東地區迁移至哈薩克斯坦無人居住的地區。高麗人被驅逐的官方理由是為了遏制日本間諜滲透進入蘇聯遠東邊疆區。
1937年，内务人民委员會報告說有高麗人成為日本間諜。8月21日蘇聯命令他們選擇前往滿洲國或日治朝鲜，否則流配中亞。10月25日36,442個家庭被驅逐出境，被驅逐的高麗人大多是種植水稻的農民和漁民，難以適應新家園的乾旱氣候，造成40,000人死亡。

## 背景
朝鲜移民最早出現在俄羅斯遠東地區是在1850~1860年代初期。到了1890年左右，俄羅斯帝國與朝鮮簽屬了條約，決定俄羅斯遠東地區朝鮮族的公民身分，於是在當地的朝鮮族取得了成為俄羅斯帝國公民的權利。 移居俄羅斯的朝鮮族稱呼自己為高麗人（Koryo Saram, 고려 사람） 自19世紀中葉以來，為了謀求生活而跨越朝俄邊界的貧困朝鮮農民所建立的家園漸漸有了規模。加上1904-1905年日俄戰爭、朝鮮成為日本的保護國之後，越來越多的朝鮮移民抵達俄羅斯遠東地區，朝鮮移民在20世紀20年代急劇增加，高麗人逐漸成為蘇聯最大的邊境少數民族之一。  
到了1917年十月革命時，在俄羅斯大約有10萬名朝鮮族。在俄羅斯內戰的時候，部分事實指出朝鮮族在支持打擊布爾什維克的團體。“在韓國以及被佔領的西伯利亞在受到日本的壓迫下，使得大多數的朝鮮族，如果不是布爾什維克，就是布爾什維克的敵人。” 於是這些與新興俄羅斯聯邦政府提交公民申請的韓國移民被貼上了＂政治不可靠＂的標籤，這使得較少數的人才能取得公民權；在1923年，6000件公民申請僅有1300件通過，而在之後的一年，4761件中僅1247件通過申請。
在 1917–1926年間, 蘇聯的朝鮮族人口暴增了三倍，達到了17萬人。到了1926年，在海參崴的農民人口，超過四分之一為朝鮮族。於是官方政府規劃了一個朝鮮族自治區域。在蘇聯建立了猶太自治州以後，高麗人請願蘇聯政府，也希望成立一個像是「朝鮮蘇維埃社會主義自治共和國」的遠東朝鮮國家區域。但由於當地的俄羅斯人害怕會失去該區域的土地支配權而反對，加上當時蘇聯對日本帝國的政治目標採取和平立場，因此這個想法在1929年遭到否決。
結果是一個矛盾的政策出現。一方面，蘇聯當局允許成立了小型朝鮮族區域、建立韓語學校以及發行韓語報紙，與當時因被日本殖民而禁止朝鮮語以及朝鮮文化的朝鮮半島形成強烈對比。但在另一方面，蘇維埃中央政府批准了一個祕密計畫（於1926年12月6日通過），對當時居住在伯力北部、被懷疑對蘇聯不忠的朝鮮族，一半人口進行重新安置的動作（約88,000人）。
這項安置計畫在1930年之前，因為各種政治以及預算因素並沒有被實施。第一次強制遷徙朝鮮族是在1930年，目標是針對確定是對蘇聯忠貞的朝鮮族，並將他們移往北方，但當時只是少數的移動。此項計畫也在1931年廢止，一年間僅大約500個朝鮮族家庭、共約2500人被遷徙到北部區域。雖然這是第一次蘇聯針對朝鮮族進行種族清洗的舉動，但蘇聯害怕當時日本會藉此為理由對蘇開戰，因此直到1937年，才真正對朝鮮族進行大規模的強制遷徙。

## 1428-326CC號決議：強制拆遷計畫
1937年8月，以「抑止日本間諜滲透遠東邊疆區」為藉口，移民安置計畫被重新啟用。從1937年9月到10月之間，蘇聯當局將俄羅斯遠東地區數以萬計的高麗人強迫遷徙到蘇聯中亞地區。
在史達林有系統的人口轉移政策下，超過172,000名居住在遠東邊疆區的朝鮮族被驅逐。其法律依據是在1937年8月21日、由蘇聯人民委員會以及蘇聯共產黨中央委員會所制定的第1428-326CC號決議「關於遠東邊疆區朝鮮族人口的強制拆遷計畫」（""），由史達林與莫洛托夫所簽署。
另外在1937年9月28日通過的第1647-377CC號決議，決定驅逐在遠東邊疆區、包括鄰近州等偏遠地區，非指定區域內居住的所有朝鮮族。1937年8月21日，蘇聯人民委員會以及蘇聯共產黨中央委員會在最初的第1428-326CC號決議中表示：
蘇聯人民委員會以及蘇聯共產黨中央委員會依此命令，為防止日本間諜滲透遠東地區，將有以下行動：
1. 驅逐在遠東地區邊界區域的所有朝鮮族，並重新安置到哈薩克蘇維埃社會主義共和國南部區域, 該區域接近烏茲別克蘇維埃社會主義共和國的鹹海地區。
2. 強制遷徙命令將即刻開始，並於1938年1月1日完成。
3. 允許朝鮮人民在進行遷徙中攜帶動產及家畜。
4. 對於放棄動產、農作物以及不動產的人民進行補償。
5. 增加3000名邊防軍人，以確保遠東地區邊界強制遷徙朝鮮族的活動順利進行。

第1428-326CC號決議的理由雖然是＂防止日本間諜滲透到遠東地區＂，但並沒有相關文件可證明以及被發現。中亞歷史學家傑爾曼‧金提供了關於可能是高麗人被驅逐到中亞的原因：
1. 到了1937年，朝鮮人口在很大程度上融入了遠東邊疆區的社會、政治、經濟和文化生活，對於人口數和影響力的積累，可被視為一種威脅。
2. 猶太自治州的建立，導致蘇聯朝鮮族在當地要求加強區域以及民族自主權，這對於蘇聯來說，是另一個潛在的威脅。[9]

遷徙的執行情況，由來自羅斯托夫的猶太裔、遠東邊疆區內務人民委員會的祕密警察亨里希·萨莫伊洛维奇·柳什科夫負責。高麗人於是被強制遷往哈薩克斯坦以及烏茲別克斯坦。另外也有部分高麗人因為其他原因，被遷往烏茲別克西部境內的卡拉卡爾帕克蘇維埃社會主義自治共和國。

## 強制驅逐
在實施強制驅逐的行動之前，同樣上演了典型蘇聯進行政治迫害的情況：先捏造一個當地黨政領導人員被控在遠東地區煽動叛亂及意圖分裂祖國且定讞的消息，接著進行清黨的動作，然後在真理報會出現「遠東地區出現日本間諜」的文章。
該驅逐行動由三人法庭分成幾個州特別法庭以及區特別法庭，以及「人民團體」特別法庭(кустовая тройка) 這幾個層級進行嚴格的監督驅逐的過程直到最後期限。數百名負責此次行動的黨政官員也因為一些行動中出現一些失敗的案件而被清洗以及鎮壓。
驅逐行動將遠東邊疆區的朝鮮族分為三批進行，使用50節的火車作為運輸工具，每個車廂大約20-30人，運送到目的地共花了大約30-40天不等。
之後葉若夫在1937年10月25日提出已完成將朝鮮族驅離遠東邊疆區的報告。1937年共計有36442個家庭、171781人被重新安置。而剩餘正在堪察加海域的魚夫、以及正在從事商業旅遊的朝鮮族，也將會在11月1日前驅逐完畢。俄羅斯國家科學研究院教授米哈伊爾·朴認為朝鮮族驅逐行動有可能是蘇聯與日本達成協議中的一部份方案，因日本也察覺到在遠東地區的朝鮮族社區，對於日本也可能是個潛在的威脅。

## 流亡體驗
大約10萬名以及7萬4000名朝鮮族分別被安置在哈薩克以及烏茲別克，許多朝鮮族分別被隔離在離彼此很遠的區域以防相互接觸。其中有3萬4000名朝鮮族被安置在被稱“哈薩克荒涼的前哨”烏什托別，在沒有食物以及住所的條件下被迫生活將近三年，據估計，在最初幾年、遷徙到中亞的朝鮮族，有幾千名死於飢餓、疾病與陽光曝曬下。在那期間哈薩克族提供了朝鮮族必要的援助，他們提供了住所及食物來幫助朝鮮族度過最初幾年的難關。
史達林下令朝鮮族在哈薩克與烏茲別克境內的集體農場工作，而原來就善於農事的朝鮮族，在蘇聯解體之前，超過100名的朝鮮族農民被授於類比於最高榮譽"蘇聯英雄"的金星勳章。朝鮮族也在極端困難的環境下努力工作來證明自己是有用的。朝鮮族開始組織學校和電影院來挽救他們的文化以及語言，但蘇聯利用焚燒韓語教科書作為壓制的行為。這項壓制永久扼殺了蘇聯朝鮮族學習韓語以及延續傳統文化的能力。
儘管被禁止使用韓語，蘇聯政府仍然成立許多韓文報紙來炫耀高麗人的成功，但隨著時間的推移，越來越少的高麗人能夠閱讀以及理解這些報紙。蘇聯政府還在烏什托別成立了韓文劇院，儘管它的功能是用來聯繫互相被隔離的朝鮮集體農場。劇院是由政府控制，主要播放俄羅斯以及蘇聯戲劇。
二戰期間，高麗人因被指控為日本間諜而不被允許加入紅軍，取而代之的是前往環境極為惡劣的礦山或是工廠，進行強迫勞動，許多朝鮮族死於工作中以及飢餓。蘇聯在很大程度上操弄對於朝鮮族的待遇，使情況看起來，像是蘇維埃幫助朝鮮人民從日本帝國統治下的痛苦中被解放。
朝鮮族在中亞地區的最初幾年中，幾乎沒有權利與自由。雖然在很多宣傳影片有提到朝鮮族集體農場的成功，但仍舊沒有被蘇聯政府信賴。他們不被允許到各自的農業城鎮以及村莊外面出差，可能還無法學習自己的母語。有些蘇聯朝鮮人被送往朝鮮做為農業顧問，但在金日成的不信任下，又被送回了中亞。直到1953年史達林去世後，朝鮮族才開始推動在蘇聯擁有更多的權利及機會。

## 在中亞的生活
1956年，赫魯雪夫決定給蘇聯朝鮮族自由和他們第一次被賦予遷徙以及工作自由的權利。許多朝鮮族搬到了城市，開始踏入醫療和教育行業。然而，在赫魯曉夫進行處女地運動，將朝鮮集體農場合併成更大的集體農莊後，許多人仍然選擇留在原先擁有的高產能農場中工作。
由於他們優秀的組織能力和職業道德，許多朝鮮族很快的成為蘇聯內部工業，政府機關以及教育機構的領導者。許多蘇聯以及中亞各共和國也有相當多的議員為朝鮮族。到1970年代，擁有大學學歷的朝鮮族人口是其他族群的兩倍。今日在俄羅斯以及中亞各共和國，有數百名的朝鮮族擁有博士學歷，並且在各大學、研究機構以及科技研究中心工作。此外，在哈薩克斯坦以及烏茲別克斯坦，朝鮮族是都市化最高的族群，超過80%朝鮮族居住在城市。根據1989年的人口普查，高麗人的人數為43萬9,000人，其中大部分居住在哈薩克斯坦，烏茲別克斯坦以及俄羅斯。其中有超過80％居住在哈薩克斯坦。大部分的朝鮮族社區集中在哈薩克斯坦的中部和南部地區。特別是居住在克孜勒奧爾達、卡拉干達、塔拉茲以及阿拉木圖的城市區域最為集中。
1991年蘇聯解體後，俄羅斯聯邦總統葉利欽通過了關於朝鮮族恢復權利的法令。根據新法令，俄罗斯允許的個人和自願返回濱海邊疆區居住，以及任何來自俄羅斯以外的移民皆可以獲得俄羅斯公民身分。該法令還規定朝鮮族可取回原先在遠東邊疆區的住宅和土地耕作等活動。

## 在哈薩克斯坦的朝鮮文化
隨著時間的流逝，在中亞及俄羅斯成長的高麗人已漸漸失去了他們的民族認同，並融入了俄羅斯和中亞地区国家的生活。比如说在哈薩克斯坦境内擁有超過140個不同的民族，大部分都有高麗人在裡面生活的痕跡。其結果是，高麗人不但不受歧視，而且是中亞地區內最廣泛受到其他族群接受的族群。許多朝鮮族在蘇聯時期已經和俄羅斯人或是哈薩克人通婚。目前大部分在中亞地区的朝鮮族都有混血背景及淵源。
年輕的高麗人接受他們過去的朝鮮背景，但認為哈薩克斯坦是他們的祖國。許多老一輩的高麗人擔心自己的文化和身分認同在中亞的環境下會漸漸俄羅斯化。於是現在哈薩克朝鮮族增加與朝鮮半島本土的交流及互動。在哈薩克斯坦，高麗人建立了許多韓國的觀光團，以及推動朝鮮語和朝鮮文化的復興。隨著時間的推移，許多古老的朝鮮傳統文化在哈薩克朝鮮族群中依舊繼續實行，像是婚禮之前的「幣帛儀式」，以及朝鮮抓周儀式。目前剩下還會說流利朝鮮語的老高麗人，其說的朝鮮語也受到了語言學家廣泛的研究，其原因在於，他們的韓語還保留著朝鮮北部、現今在朝鮮北部已不復見的古老北部的古咸鏡北道方言。

## 現今與韓國的關係
蘇聯解體後，從內部獨立出來的中亞地区的国家皆與朝鲜和韓国建立了外交關係。而在朝鮮在經濟崩潰後，漸漸減少與中亞國家的关系發展。目前在中亞生活的大部分是韓國人。
哈薩克斯坦和韓國之間的旅遊活動，自1992年建交關係後有了顯著的增長。而韓國企業，如LG，三星和大宇都投入了數億美元在中亞前蘇聯加盟共和國的經濟體內。
來自韓國的教師也在中亞和俄羅斯的各及大專院校任教。韓國政府也在阿拉木圖、塔什干以及比什凱克建立教育中心，提供韓國語課程。韓國在1992年1月28日與哈薩克建立外交關係。2008年，兩國雙邊的貿易額為698萬美元，主要項目有：汽車、電視和電子產品、機械、工程產品、鈾礦、鐵合金，軋非合金結構鋼和鐵，金，銅等。現今約10萬名韓國人居住在哈薩克斯坦。

## 外部連結
- А. Н. Ланьков.Корейцы СНГ: страницы истории
- «История депортации корейцев в Центральную Азию». Статья в газете «Коммерсантъ». В художественном альманахе «Письма о Ташкенте», размещена 31 августа 2007 года （页面存档备份，存于）